# Yisroel Avrohom Portugal
Yisroel Avrohom Portugal (sau Israel Abraham Portugal, n. 2 iunie 1923, Sculeni, România – d. 1 aprilie 2019, Baltimore, America Britanică⁠(d), Regatul Marii Britanii)  a fost un rabin româno-american, al doilea lider al dinastiei hasidice Skulen (fiind urmasul tatalui sau, Eliezer Zusia Portugal).